# 何庆芝
何庆芝（1917年—1999年），男，山东汶上人，中国飞机设计专家，曾任北京航空学院教授、博士生导师。